# Derarimus sabahensis
Derarimus sabahensis es una especie de coleóptero de la familia Anthicidae.

## Distribución geográfica
Habita en Malasia.